# Instituto de Estudios Hispánicos en la Modernidad
El Instituto de Estudios Hispánicos en la Modernidad (IEHM) (en catalán, Institut d'Estudis Hispànics en la Modernitat) es un instituto de investigación propio de la Universidad de las Islas Baleares (UIB) y constituye un centro de investigación dedicado a la historia de las ideas desde el Renacimiento hasta la primera mitad del siglo XVIII. El IEHM analiza, desde las perspectivas filosófica, filológica, teológica, política e histórica, las claves que dieron lugar a la modernidad hispánica, tanto en la recreación de la filosofía y la literatura antigua como en la forja del mundo moderno.

## Creación
El Consejo de Gobierno de la Universidad, visto el informe favorable de la ANEP, en la sesión ordinaria del día 19 de septiembre de 2014 aprobó la propuesta de creación del Instituto de Estudios Hispánicos en la Modernidad, como Instituto universitario de investigación de la UIB, y acordó enviar esta propuesta al Consejo Social de la Universidad.
Por su parte, el Consejo Social de la UIB, en la sesión ordinaria del día 18 de diciembre de 2014, acordó ratificar el informe favorable de la Comisión Permanente para la creación del IEHM. Finalmente, el Consejo de Gobierno de las Islas Baleares, a propuesta de la Consejería de Educación, Cultura y Universidades, en la sesión del día 6 de marzo de 2015 creó el IEHM como instituto universitario de investigación de la Universidad de las Islas Baleares (BOIB n.º 33, de 7 de marzo).

## Objetivos
El IEHM tiene como principal objetivo la transmisión del conocimiento y la transferencia de los resultados de las principales líneas de investigación a través de:
1. La organización de seminarios, coloquios, conferencias, congresos y demás eventos científicos.
2. La publicación de los resultados de la investigación en forma de libros, artículos de revista o capítulos de libro.
3. La colaboración con otras instituciones con objetivos afines.
4. La docencia y la formación de nuevos investigadores.

## Grupos de investigación
El Instituto de Estudios Hispánicos en la Modernidad está formado por investigadores procedentes de dos grupos de investigación de la UIB:
- Filología y Humanismo en el Siglo de Oro  (FILOHUMSIDOR), cuyas líneas de investigación son:[5]
  - Literatura del Siglo de Oro. Humanismo.
  - Edición crítica.
  - Ámbitos de teatralidad. Textos y contextos. El mundo del espectáculo tardomedieval y moderno.

- Instituciones y Sociedad en la Edad Moderna (ISEM), cuyas líneas de investigación son las siguientes:[6]
  - Historia de las Instituciones Hispánicas en la Edad Moderna.
  - Historia jurídica y política de la España Moderna.
  - Historia militar del Mediterráneo en la Época de los Austrias.

## Convenios y colaboraciones
Uno de los fines principales del IEHM es construir nuevas redes de colaboración interuniversitaria, siempre desde una perspectiva multidisciplinar. En ese sentido, ha establecido convenios de colaboración con varios centros de estudio e investigación.

### Unidad asociada de I+D+i al CSIC
El Instituto de Estudios Hispánicos en la Modernidad recibió la condición de Unidad Asociada de I+D+i al CSIC por parte del Consejo Superior de Investigaciones Científicas (CSIC) el 20 de julio de 2017. Esta categoría se reconoce en virtud de las líneas de investigación comunes con las siguientes entidades de investigación del CSIC: Instituto de Historia (IH) e Instituto de Lengua, Literatura y Antropología (ILLA).La Unidad Asociada ha sido renovada por el CSIC en dos ocasiones, en el verano de 2020 y de 2023.

### Convenio con la Tercera Orden Regular (TOR)
El IEHM también firmó en junio de 2020 un convenio con los franciscanos de la Tercera Orden Regular (TOR), de la Provincia Española. A partir de este acuerdo, se pretende colaborar en el estudio y difusión de la historia de la orden franciscana y de la figura de Ramon Llull a través de congresos, coloquios, talleres y publicaciones.

### Convenio con la Universidad Nacional de Educación a Distancia (UNED)
En abril de 2024 la UNED y la Universitat de Illes Balears (UIB) firmaron un convenio de colaboración para que el centro balear de la UNED y el Instituto de Estudios Hispánicos en la Modernidad puedan colaborar en la organización y realización de actividades académicas y científicas centradas en los estudios hispánicos durante la Edad Moderna, con especial atención al ámbito balear.

## Colección IEHM
Actualmente, el IEHM cuenta con una colección de volúmenes propia que se publica en la editorial Sindéresis. En ella se recogen estudios que analizan y trabajan sus líneas de investigación y en la que dan cabida no solo a los grandes temas del hispanismo moderno, sino también a estudios particulares sobre el caso balear.

## Proyectos de investigación
El IEHM ha obtenido diversos proyectos de investigación competitivos tanto a nivel autonómico como estatal, dirigidos y coordinados por miembros del Instituto. 
- PID2020-117974GB-I00 - "Novatores en el púlpito. La oratoria sagrada castellana ante la crisis dinástica y el cambio de paradigma cultural (1665-1733)", 2021-2025. Investigador principal: Jaime Garau Amengual.[13][14]
- PID2020-117702GA-I00 - "Conflictos singulares para juzgar, arbitrar o concordar (siglos XII-XX)", 2021-2024. Investigadores principales: Josep Capdeferro y Rafael Ramis Barceló.[13][15]
- PRD2018/03 - "Les gramàtiques bilingües i trilingües, llur vinculació amb Europa. L'ensenyament a Mallorca i Menorca als segles XVIII i XIX.", 2020-2023. Investigadora principal: Rosa Maria Calafat Vila.[16][17]
- PRD2018/17 - "Conflictividad i identitat al Regne de Mallorca (Segles XIV-XVIII)", 2020-2023. Investigador principal: Miguel José Deyá Bauzá.[18]
- INV-06/2022 -"Epistolario de Miguel Cayetano Soler. Manifiesto político y diario íntimo de un mallorquín en la Corte de los Borbones", 2022-2023. Investigador: Francisco José García Pérez.  [19]
- INV-26/2020 - "«De la trona reial a la de la Catedral de Mallorca: Evolució de la oratoria sacra en el Barroc. Estudi dels textos més representatius».", 2020-2021.  Investigador: Jaime Garau Amengual. [17][20]
- INV-35/2020 - "Edició crítica i anàlisi de les 'consuetes mallorquines' (Ms. 1139, Biblioteca de Catalunya), 2020-2021. Investigadora: Lenke Kovács.[17][20]